# San Matías, Honduras
San Matías är en ort i Honduras.   Den ligger i departementet El Paraíso, i den södra delen av landet, 60 km öster om huvudstaden Tegucigalpa. San Matías ligger 801 meter över havet och antalet invånare är 1 251.
Terrängen runt San Matías är huvudsakligen kuperad, men åt sydost är den platt. Terrängen runt San Matías sluttar söderut. Runt San Matías är det ganska tätbefolkat, med 60 invånare per kvadratkilometer. Närmaste större samhälle är Danlí, 7,7 km nordost om San Matías. Omgivningarna runt San Matías är en mosaik av jordbruksmark och naturlig växtlighet.